# Festival du jeu (Toulouse)
Pour les articles homonymes, voir Festival de jeux.
Le Festival Alchimie du Jeu de Toulouse est un festival de jeux de société annuel lancé en 2001 ayant pour but de promouvoir et faire connaître les jeux de sociétés de toutes provenances. Il a lieu tous les ans à la fin avril.
Le festival permet la rencontre avec certains éditeurs et concepteurs de jeu et aussi d'essayer gratuitement les jeux présentés.
Le festival est aussi accès sur l'accessibilité notamment aux personnes sourdes et malentendantes (bénévoles signants LSF), personnes mal voyantes (ludo-guide) et personnes à mobilité réduite.

## Le contenu du festival
Le festival est gratuit d'accès aux visiteurs (les visi-joueurs), et ce sont plus de 500 bénévoles en t-shirts orange qui les accueillent, guident, et leur font découvrir les jeux de société.
La visi-joueuse y découvre aussi bien :
- des jeux de société modernes (pour adultes, pour enfants, pour la famille, tels que Puerto Rico, Aventurier du Rail, Carcassonne, Dominion, Time's Up...),
- des jeux traditionnels (carrom, go...),
- des jeux en bois (passe-trappe...),
- des jeux d'extérieur (kubb, Mölkky...),
- des jeux de cartes à collectionner/évolutif (Magic...),
- des jeux de l'esprit (échecs, dames, mah-jong, ...),
- des jeux de rôles (sur table et grandeur nature ...),
- des jeux de figurines (jeux et concours de peinture),
- des jeux coopératifs

ainsi que récemment :
- les billards (américain, pool, français... ) (2011)
- les baby-foots (2012)
- des conférences (2012)
- du Quidditch Moldu, du Real Blood Bowl et du Troll Ball (2013)
- des jeux à base de voitures télécommandées (2013)
- Une bourse aux jeux d'occasion (depuis 2015)
- du bubble football (2015)
- une proto-zone où des auteurs et des autrices présentent leurs proto-jeux

Fréquentation :
- En avril 2009, le festival a reçu 7500 visiteurs au Hall 8 du parc des expositions de Toulouse.
- En avril 2010, il a accueilli plus de 10000 visiteurs dans les Hall 8 et 9 du parc des expositions de Toulouse.
- En avril 2011, 12500 visiteurs étaient présents dans les Hall 7 et 8 du parc des expositions de Toulouse.
- L'édition 2012 du festival a eu lieu les 27, 28 et 29 avril et a accueilli 15000 visiteurs aux halls 7 et 8.
- L'édition 2013 du festival a eu lieu les 3, 4, et 5 mai 2014 et a accueilli 13500 visiteurs aux halls 7 et 8.
- L'édition 2014 du festival a eu lieu les 9, 10, et 11 mai 2015 et a accueilli 15500 visiteurs aux hall 7 et 8.
- L'édition 2015 du festival a eu lieu les 8, 9 et 10 mai 2016 et a accueilli 18500 visiteurs aux hall 7 et 8.
- L'édition 2016 du festival a eu lieu les 29, 30 avril 2017 et 1er mai 2017 et 18000 visiteurs aux hall 7 et 8 du parc des expositions de Toulouse.
- L'édition 2017 du festival a eu lieu les 26, 27 et 28 mai 2018 et 17000 visiteurs aux hall 7 et 8.
- L'édition 2018 du festival a eu lieu les 3, 4 et 5 mai 2019.

## L'organisation
La première édition fut organisée par Bruno Desch du magasin Le Passe Temps, conjointement avec des étudiants en école de commerce dans le cadre de leur projet de fin d'études.
Dès la deuxième édition, les étudiants laissent leur place aux associations de jeu toulousaines qui rejoignent alors Bruno Desch dans l'organisation du festival.
Au début, le festival était organisé par un petit nombre d'associations comme:
- des associations locales de jeu
  - Joc-Ere[1]
  - Akrojeux[2]
  - Buena Partida Social Club [3]
  - Jouer à Labège
  - Ludi'Monde
  - LOCA[4]
- des associations de jeu plus éloignées
  - Les Tables d'Olonne[5] de Vendée
  - Jeux'N Co[6] de Boulogne sur Mer
- des professionnels locaux du jeu ou de l'animation
  - Tous en Jeu[7], une ludothèque mobile itinérante de l’agglomération toulousaine et sa région
  - Le Passe-Temps[8], une boutique spécialisée située dans le centre de Toulouse.
  - Jeux du monde[9], une boutique spécialisée située dans le centre de Toulouse.
  - Jeux Vous Aime[10] (soutien), une ludothèque de Grisolles.

Aujourd'hui, l'association Alchimie du jeu comporte une vingtaine de membres et fédère plusieurs dizaines d'associations de la région mais aussi de beaucoup plus loin (Boulogne-sur-Mer, Lyon ...).